# Bora Lüftungstechnik
Bora Lüftungstechnik GmbH (nome abbreviato: Bora) è un'azienda tedesca produttrice di elettrodomestici per la cucina (sistemi di aspirazione per piani cottura e forni flessibili). La sede aziendale principale si trova a Raubling, in Alta Baviera. Una sede secondaria si trova invece a Niederndorf, in Austria. La società madre è la Werkhaus GmbH & Co. KG, anch'essa situata a Raubling.
La denominazione aziendale "Bora" deriva dal nome dell'omonimo vento catabatico, con evidente riferimento al sistema di aspirazione per piano cottura. La rete commerciale dell'azienda comprende circa 8.000 distributori dislocati in 60 Paesi.

## Storia
Nel 2005 Willi Bruckbauer sviluppa il prototipo di un sistema di aspirazione che estrae verso il basso i vapori prodotti durante la cottura attraverso un apposito aspiratore incassato nel piano cottura. Nel 2006 viene depositata la prima richiesta di brevetto del sistema di aspirazione per piani cottura Bora Professional. Nel 2007 Willi Bruckbauer fonda l'azienda Bora Lüftungstechnik GmbH.
Nel 2008 viene messo in vendita il primo sistema di aspirazione per piani cottura, che negli anni seguenti viene integrato dai sistemi filtranti e aspiranti per le cucine casalinghe. Nel frattempo, la rete commerciale si allarga a 58 Paesi.
Nel settembre 2023, la sede Bora Lüftungstechnik GmbH di Herford inaugura un negozio ufficiale in cui espone i propri prodotti, ma che mette anche a disposizione delle superfici espositive per diverse aziende produttrici di cucine. Al piano superiore si trova un ristorante. L'edificio, dall'architettura non convenzionale, ricorda l'ala di un aereo e si trova sulla Statale 239 in corrispondenza dell'uscita verso la Ahmser Straße.

## Prodotti
L'azienda produce prevalentemente sistemi di aspirazione per piani cottura. I sistemi di aspirazione Bora vengono integrati nel piano cottura e sfruttano la corrente trasversale per aspirare i vapori verso il basso. Questa categoria di prodotti costituisce la maggior parte del fatturato aziendale annuo. 
Dal 2021 il portafoglio Bora comprende inoltre un forno flessibile, , ovvero un elettrodomestico che abbina la vaporiera al forno tradizionale. Nel settembre 2023 vengono presentati degli elettrodomestici da incasso per il raffreddamento e il congelamento.

## Riconoscimenti
L'azienda ha ricevuto più volte i premi German Design Award, IF Design Awards e Red Dot Design Awards.
Nel 2018 Bora ha vinto il premio Mittelstandspreis der Medien della rivista WirtschaftsKurier nella categoria “Imprenditorialità” per il sistema di aspirazione per piani cottura Bora WirtschaftsKurier verleiht Mittelstandspreis der Medien. Nel 2010 l'azienda aveva anche ricevuto il premio per l'imprenditoria tedesca Deutscher Gründerpreis nella categoria “Start-up”.

## Sponsorizzazioni
Dal 2015 Bora sponsorizza una propria squadra ciclistica che, come UCI WorldTeam Bora – hansgrohe, dal 2017 partecipa alle gare internazionali insieme all'impresa Hansgrohe. Tra i maggiori successi della squadra, la vittoria di Peter Sagan alla Parigi–Roubaix del 2018 e di Jai Hindley al Giro d'Italia 2022.